# Gretchen hat Hänschen-Kummer
Gretchen hat Hänschen-Kummer ist ein Roman der österreichischen Kinderbuchautorin Christine Nöstlinger. Die Fortsetzung von Gretchen Sackmeier erschien 1983.

## Inhalt
Gretchen Sackmeier, mittlerweile 15, lebt zusammen mit ihrer Mutter Elisabeth und der kleinen Schwester Mädi bei Elisabeths Freundin Marie-Luise, deren kleinem Sohn Pepi und dem Kater Seppi. Sie hat sich – abgesehen davon, dass sie ebenso wie ihre Mutter schlank geworden ist – nicht verändert, ist nach wie vor eine gute Schülerin und hat immer noch zwei Verehrer gleichzeitig, Florian und Hinzel.
Gretchens Bruder Hänschen ist beim Vater geblieben und macht der ganzen Familie Sorgen. Er isst Unmengen und verbringt viel Zeit mit seinem unsympathischen Freund Michi. Schließlich stellt sich heraus, dass er mit Michi einen Ritterorden namens „Das Schwarze Rachekreuz“ gegründet hat, der die Unmoral aus der Welt schaffen soll. Die beiden spionieren Menschen aus ihrer Umgebung aus (speziell Eheleute, die durch Affären ihre Ehe gefährden – Hänschen wurde wohl eindeutig durch die Trennung seiner Eltern dazu getrieben) und terrorisieren sie mit Drohbriefen und ähnlichem. Als die Geschichte auffliegt, kehrt die Mutter aus Sorge um Hänschen mit Gretchen und Mädi zu ihrem Mann zurück.
Die Reihe wurde mit Gretchen, mein Mädchen fortgesetzt.